# Franka Batelić

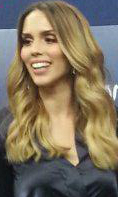
Franka Batelić (2018)

Franka Batelić (* 7. Juni 1992 in Rijeka) ist eine kroatische Sängerin, die durch ihren Sieg in der ersten Staffel der Castingshow Showtime in Kroatien bekannt wurde. Sie tritt unter ihrem Vornamen Franka auf.

## Leben
Batelić wuchs in Rabac, einem Ortsteil der Stadt Labin in Kroatien auf.
Sie sang bereits im Alter von drei Jahren als Solistin im Chor „Minicantanti“, der auf Festivals und Veranstaltungen in Kroatien und im Ausland auftrat. Sie spielt Klavier und Gitarre.
Nach der Schule studierte sie zwei Semester Musik und Songwriting am Berklee College of Music und anschließend Rechtswissenschaften an der Universität Zagreb.
2007 gewann sie die erste Staffel der Castingshow Showtime, die dem US-amerikanischen Vorbild Pop Idol nachempfunden ist. 2009 erschien ihr selbstbetiteltes Debütalbum. Das Album war leidlich erfolgreich, aber mehrere Singles erreichten die kroatischen Top 10.
Batelić gewann 2009 mit dem Tänzer Ištvan Varga die vierte Staffel des kroatischen Let’s Dance (Ples sa zvijezdama). 2009 und 2010 nahm sie erfolglos am Dora, dem kroatischen Vorentscheid zum Eurovision Song Contest teil.
Nachdem sie ihre musikalische Karriere mehrere Jahre ruhen ließ, kehrte sie 2017 mit der selbst geschriebenen und komponierten Single Crazy zurück. Mit dem Song vertrat Franka Kroatien beim Eurovision Song Contest 2018 in Portugal. Nach ihrer Teilnahme am ersten Halbfinale qualifizierte sie sich jedoch nicht für das Finale des Wettbewerbs. Sie ist eine bekannte Hetero-Verbündete im kroatischen Kunstleben und unterstützt öffentlich die gleichgeschlechtliche Ehe. Außerdem hat sie ein schwules Paar in den Videoclip zu ihrem Lied Ljubav je aufgenommen.
Batelić ist seit dem 21. Juli 2018 mit dem kroatischen Fußballvizeweltmeister Vedran Ćorluka verheiratet.

## Diskografie

### Alben
- 2009: Franka[9]
- 2018: S tobom

### Singles
| Jahr | Titel Album                                       | Höchstplatzierung, Gesamtwochen, AuszeichnungChartsChartplatzierungen (Jahr, Titel, Album, Platzierungen, Wochen, Auszeichnungen, Anmerkungen) | Anmerkungen                                   |
| Jahr | Titel Album                                       | HR | Anmerkungen                                   |
| ---- | ------------------------------------------------- | --- | --------------------------------------------- |
| 2007 | Ovaj dan (Dieser Tag) Franka                      | — | Erstveröffentlichung: 2007                    |
| 2008 | Ruža u kamenu (Rose im Stein) Franka              | HR4HR | Erstveröffentlichung: 2008                    |
| 2009 | Pjesma za kraj (Lied für das Ende) Franka         | HR2HR | Erstveröffentlichung: 2009                    |
| 2009 | Možda volim te (Vielleicht liebe ich dich) Franka | HR1HR | Erstveröffentlichung: 2009                    |
| 2009 | Moje najdraže (Mein Liebling) Franka              | — | Erstveröffentlichung: 2009                    |
| 2010 | Na tvojim rukama (In deinen Händen) –             | — | Erstveröffentlichung: 2010                    |
| 2010 | Cijeli svijet (Die ganze Welt) –                  | — | Erstveröffentlichung: 2010                    |
| 2011 | Crna duga (Schwarzer Regenbogen) –                | — | Erstveröffentlichung: 2011                    |
| 2011 | On Fire –                                         | — | Erstveröffentlichung: 2011 feat. Eric Destler |
| 2012 | Run –                                             | — | Erstveröffentlichung: 2012 feat. Eric Destler |
| 2013 | Ljubav je... –                                    | — | Erstveröffentlichung: 2013                    |
| 2017 | S tobom (Mit dir) S tobom                         | HR3 (24 Wo.)HR | Erstveröffentlichung: 2017                    |
| 2018 | Crazy S tobom                                     | HR2 (10 Wo.)HR | Erstveröffentlichung: 2018                    |
| 2018 | Kao ti i ja (Wie du und ich) S tobom              | HR3 (34 Wo.)HR | Erstveröffentlichung: 2018                    |
| 2018 | Ti mi nosiš sreću (Du bringst mir Glück) S tobom  | HR2 (28 Wo.)HR | Erstveröffentlichung: 2018                    |
| 2018 | Tajno (Geheimnisvoll) S tobom                     | HR6 (18 Wo.)HR | Erstveröffentlichung: 2018                    |
| 2019 | Ljubav, ništa više –                              | HR2 (51 Wo.)HR | Erstveröffentlichung: 2019                    |
| 2019 | Sve dok sanjaš –                                  | HR1 (38 Wo.)HR | Erstveröffentlichung: 2019                    |
| 2019 | Samo s tobom meni Božić je –                      | HR1 (8 Wo.)HR | Erstveröffentlichung: 2019 mit Igor Geržina   |
| 2020 | Nedodirljivi S tobom                              | HR5 (12 Wo.)HR | Erstveröffentlichung: 2020                    |
| 2020 | Prvi osjećaj –                                    | HR2 (30 Wo.)HR | Erstveröffentlichung: 2020                    |
| 2020 | Plan B –                                          | HR4 (19 Wo.)HR | Erstveröffentlichung: 2020                    |
| 2021 | Bolji ljudi –                                     | HR1 (10 Wo.)HR | Erstveröffentlichung: 2021                    |
| 2021 | Preživjet ću –                                    | HR6 (18 Wo.)HR | Erstveröffentlichung: 2021                    |
| 2021 | Ova noć –                                         | HR9 (9 Wo.)HR | Erstveröffentlichung: 2021                    |
| 2021 | On –                                              | HR34 (3 Wo.)HR | Erstveröffentlichung: 2021 mit Sara Jo        |
| 2022 | Zagrli me snažno –                                | HR10 (15 Wo.)HR | Erstveröffentlichung: 2022                    |
| 2022 | Priča o nama –                                    | HR13 (5 Wo.)HR | Erstveröffentlichung: 2022                    |
| 2023 | Putuj sa poljupcima –                             | HR4 (13 Wo.)HR | Erstveröffentlichung: 2023                    |
| 2024 | Da opet nađem te –                                | HR5 (20 Wo.)HR | Erstveröffentlichung: 2024 mit ToMa           |

## Trivia
- Music Award „HR Top 20“ für die Hoffnung des Jahres.[15]
- Batelić verlor die Wahl zur „Künstler des Jahres“ beim „Porin“ gegen Lana Jurčević.[16]